# All Out of Fight
All Out of Fight is een nummer van de Amerikaanse zangeres Pink uit 2023. Het is de zesde single van haar negende studioalbum Trustfall, waarvan het op de deluxe editie verscheen.
"All Out of Fight" is een ballad die wordt volledig wordt gedragen door sobere pianoklanken en een subtiele beat. Het nummer gaat over een relatie die langzaam op zijn einde komt. De ik-figuur heeft alles gegeven, maar merkt dat de koek op is. Het nummer flopte in Amerika, maar werd wel een kleine hit in het Nederlandse taalgebied. In de Nederlandse Top 40 bereikte het de 12e positie, en in de Vlaamse Ultratop 50 kwam het tot nummer 11.

## Tracklijst
Muziekdownload
1. "All Out of Fight" - 3:32